# Oberbiel
Oberbiel [mundartlich: O:wn'bejl ] ist ein Stadtteil der Stadt Solms im mittelhessischen Lahn-Dill-Kreis. Es liegt rechts der Lahn und war Sitz des Rittergeschlechts von Biel.

## Geographische Lage

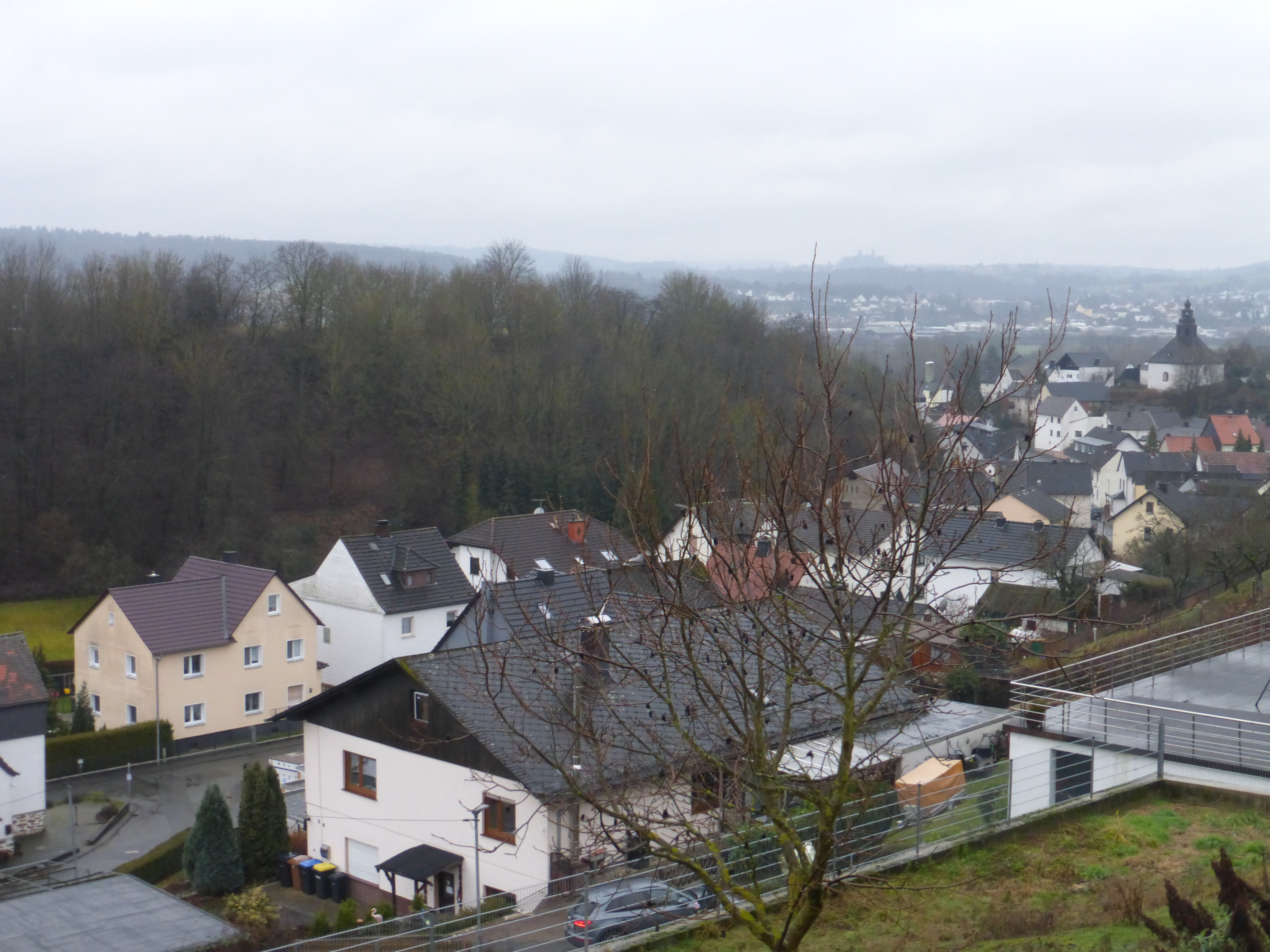
Blick auf alten Ortskern und Knottenberg (am Horizont: Schloss Braunfels)

Oberbiel liegt am südöstlichen Rand des Westerwalds, im Lahn-Dill-Gebiet in Mittelhessen an der Lahn, kurz nach der Mündung der Dill. Hauptstraße der Ortschaft ist die Wetzlarer Straße, die in Richtung Wetzlar in die Altenberger Straße übergeht. (Geographisch logischer war in dieser Konstellation der alte Name „Weilburger Straße“, aber beim Zusammenschluss mehrerer Gemeinden zur Stadt Solms sollte durch verschiedene Umbenennungen ausgeschlossen werden, dass Straßennamen in mehreren Stadtteilen gleichzeitig vorkommen.) Die östliche Hälfte des Ortes wird durch den Knottenberg, einen schmalen, teils bewaldeten Bergrücken geteilt. Im Westen zieht sich seit den 1990er Jahren das neue Wohngebiet "Am Küppel" (im lokalen Dialekt verbreitet auch "Kippel") den Hügel hinauf. Nachbarorte Oberbiels sind Niederbiel (lahnabwärts), die Kreisstadt Wetzlar (lahnaufwärts) sowie Albshausen (in südöstlicher Richtung, am gegenüberliegenden Lahnufer). Die Gemarkung Oberbiel erstreckt sich auf 545 ha, wovon 222 ha bewaldet sind. Durch den Wald und den alten Ortskern im östlichen Teil fließt auf einer gut 6 km langen Strecke der Oberbieler Grundbach, der unmittelbar südlich der Ortschaft in die Lahn mündet. Wirtschaftliche Nutzung erfuhr der Bach bis Ende des 19. Jahrhunderts durch den Betrieb zweier Mühlen, der Oberen und der Unteren Grundmühle in der heutigen Grundstraße. An seinem Oberlauf, an der Grenze zur Gemarkung Berghausen und unweit des Besucherbergwerks Grube Fortuna liegt das reizvolle Dernbachtal. (Der Name geht zurück auf einen Hof Dernbach, der sich dort, wohl zusammen mit einer kleinen Siedlung, in der Zeit vor dem Dreißigjährigen Krieg befand, hat also nichts mit dem durchfließenden Gewässer zu tun.) Ein weiterer Bach, der ebenfalls unmittelbar in die Lahn mündet, fließt im westlichen Teil des Ortes und markierte dort vor der Erschließung der neuen Wohn- und Gewerbeflächen lange die Grenze der Bebauung. Der Gaisbach ("Gänsebach"), wie er vom Volksmund aufgrund der früher dort weidenden Tiere getauft wurde, ist kaum 1.000 Meter lang und führte in jüngster Zeit nur unregelmäßig Wasser. Bis in die 1980er Jahre dagegen war an ihm ein Feuerlöschteich angestaut. 
Das östlich von Oberbiel über der Lahn gelegene ehemalige Kloster Altenberg stellt eine eigene Gemarkung mit 561 ha dar, wovon 389 ha bewaldet sind. Wichtigstes Fließgewässer der Gemarkung ist neben der Lahn der etwa 2,5 km lange Bornkister Seifen (oder schlicht „Altenberger Bach“), der noch heute zwei Fischteiche unterhalb der Klosteranlage speist und auch zur aktiven Zeit des Klosters für die Fischzucht genutzt wurde. Seine Mündung in die Lahn befindet sich ca. 2 km flussaufwärts von der des Oberbieler Grundbachs. 
Zusammen bilden die Gemarkungen Oberbiel und Altenberg mit 11,06 km² den flächenmäßig größten Stadtteil der Stadt Solms.

## Geschichte

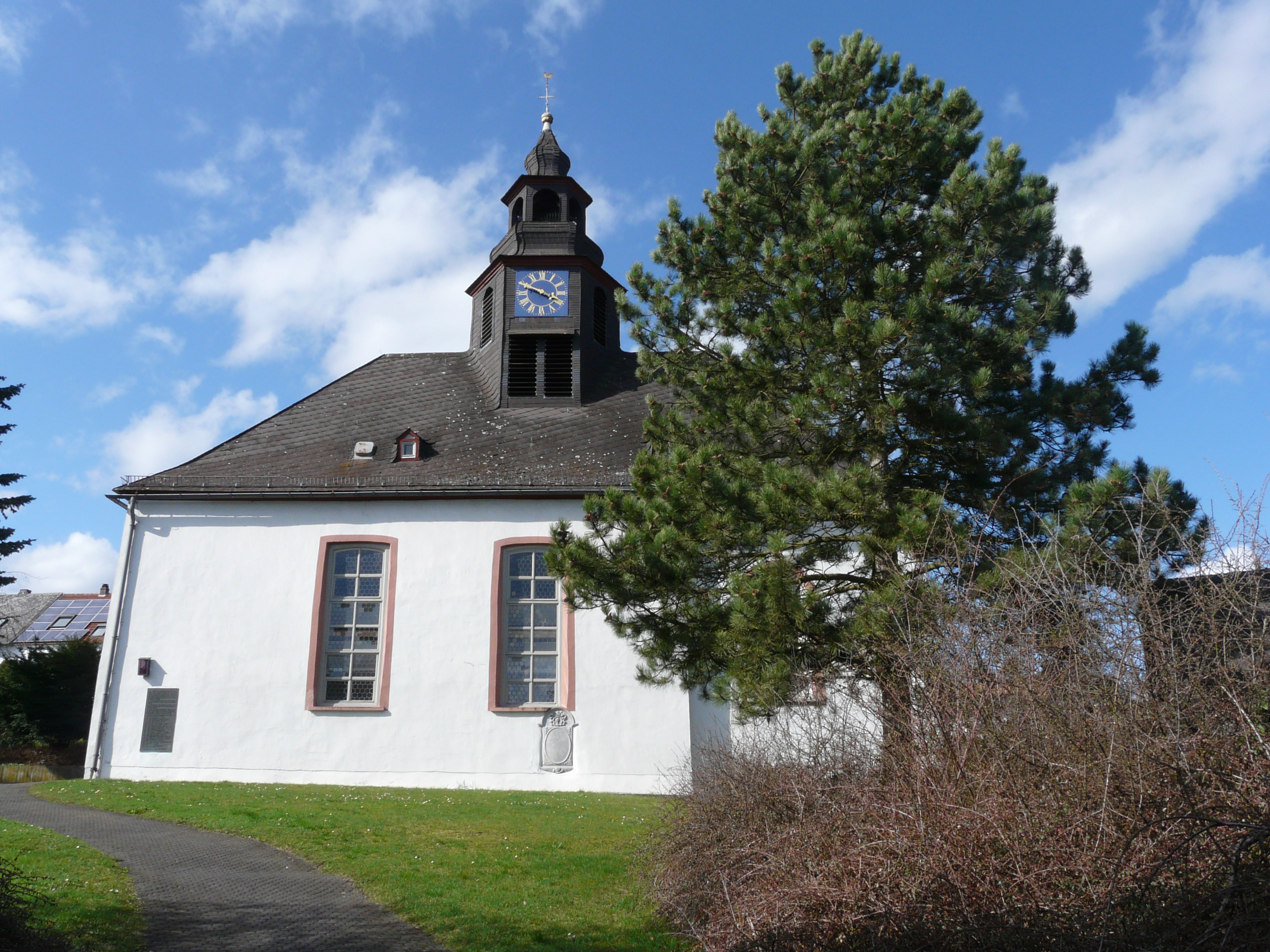
Evangelische Kirche

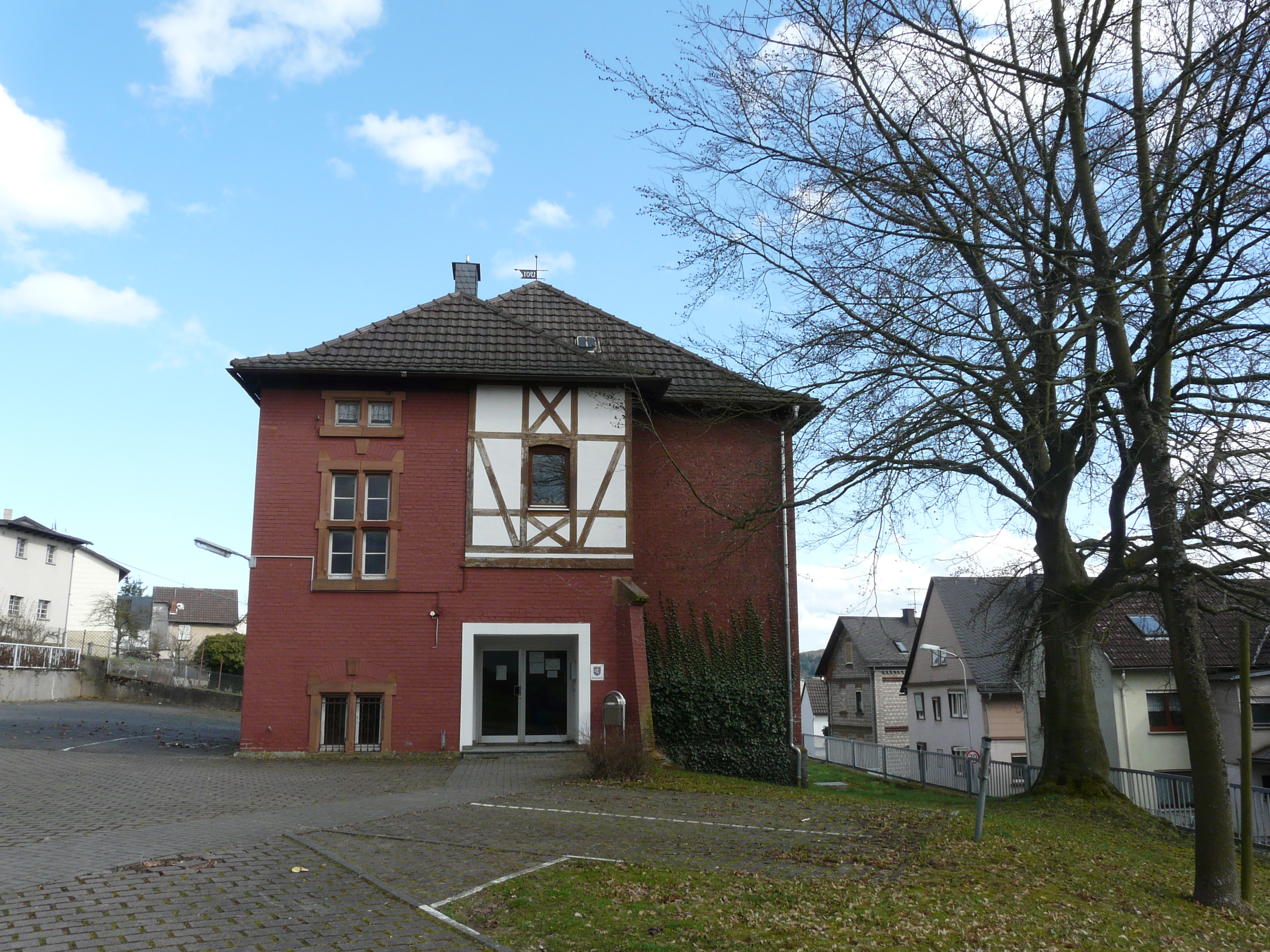
Alte Schule (erbaut 1901) – Früherer Zustand

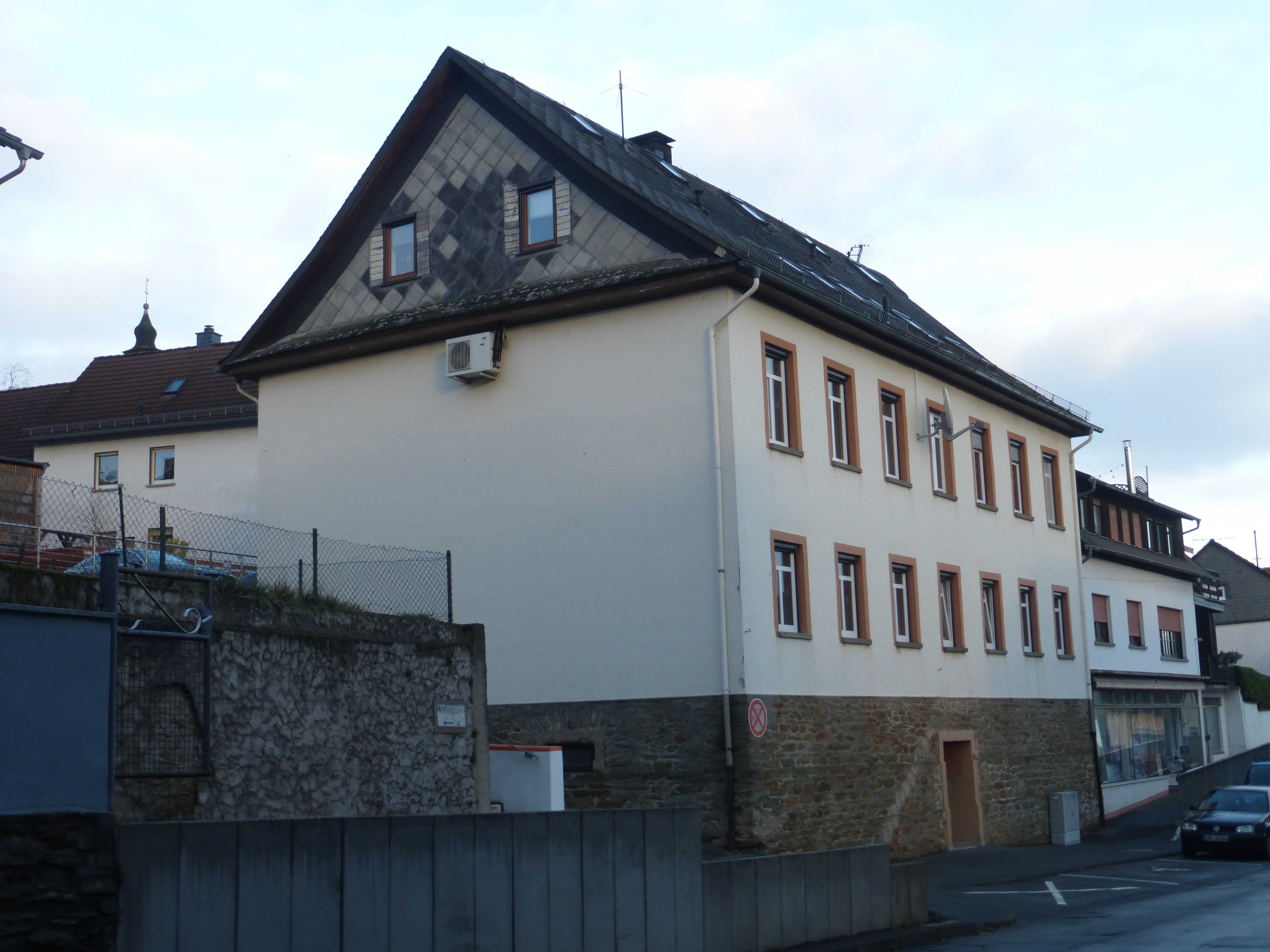
Ehemalige Schule (erbaut 1852)

Die sogenannte Bieler Mark („Biela Marca“), auf deren Gebiet die Solmser Stadtteile Oberbiel und Niederbiel liegen, wurde zum ersten Mal 802 in einem Besitzregister und im Lorscher Codex erwähnt.
1803 wurde das Kloster Altenberg einer Säkularisation unterzogen und den Fürsten zu Solms-Braunfels als Entschädigung für verlorene Besitztümer in Elsaß-Lothringen gegeben. Die Klosterkirche wurde von nun an unter fürstlichem Patronat von der evangelischen Kirchengemeinde Oberbiel genutzt.

### Rittergeschlecht Biel
Im heutigen Burgweg befand sich früher die Bieler Burg, der Stammsitz des Rittergeschlechts von Biel, das über die Ortschaften Ober-, Mittel- und Niederbiel herrschte, ehe die Erbin des letzten Ritters im 13. Jahrhundert in das Kloster Altenberg eintrat und das Rittergeschlecht somit ausstarb. Die Ortschaft Mittelbiel ging im Mittelalter an der Pest zu Grunde. Da die Einwohner von Niederbiel die letzten Bewohner von Mittelbiel aufnahmen, wurde das Land um Mittelbiel der Ortschaft Niederbiel zugesprochen. Mittelbiel dürfte zwischen dem Oberbieler Neubaugebiet Am Küppel und der heutigen Ortschaft Niederbiel gelegen haben.

### Hessische Gebietsreform
Im Zuge der Gebietsreform in Hessen fusionierten die bis dahin eigenständigen Gemeinden Albshausen und Oberbiel freiwillig zur neuen Gemeinde Bielhausen. Am 1. Januar 1977 folgte kraft Landesgesetz der Zusammenschluss mit Niederbiel und Solms zur neuen Großgemeinde Solms, die am 11. April 1978 die Stadtrechte erhielt. Ortsbezirke nach der Hessischen Gemeindeordnung wurden nicht errichtet.

### Verwaltungsgeschichte im Überblick
Die folgende Liste zeigt die Staaten und Verwaltungseinheiten, denen Oberbiel angehört(e):
- vor 1806: Heiliges Römisches Reich, Fürstentum Solms-Braunfels, Anteil der Grafschaft Solms, Amt Leun
- ab 1806: Herzogtum Nassau,[Anm. 2] Amt Braunfels[Anm. 3]
- ab 1816: Königreich Preußen,[Anm. 4] Provinz Großherzogtum Niederrhein, Regierungsbezirk Koblenz, Kreis Braunfels
- ab 1822: Königreich Preußen, Rheinprovinz, Regierungsbezirk Koblenz, Kreis Wetzlar[Anm. 5]
- ab 1866: Norddeutscher Bund,[Anm. 6] Königreich Preußen, Rheinprovinz, Regierungsbezirk Koblenz, Kreis Wetzlar
- ab 1871: Deutsches Reich, Königreich Preußen, Rheinprovinz, Regierungsbezirk Koblenz, Kreis Wetzlar
- ab 1918: Deutsches Reich (Weimarer Republik), Freistaat Preußen, Rheinprovinz, Regierungsbezirk Koblenz, Kreis Wetzlar
- ab 1932: Deutsches Reich, Freistaat Preußen, Provinz Hessen-Nassau, Regierungsbezirk Wiesbaden, Kreis Wetzlar
- ab 1944: Deutsches Reich, Freistaat Preußen, Provinz Nassau, Kreis Wetzlar
- ab 1945: Amerikanische Besatzungszone,[Anm. 7] Groß-Hessen, Regierungsbezirk Wiesbaden, Kreis Wetzlar
- ab 1946: Amerikanische Besatzungszone, Hessen, Regierungsbezirk Wiesbaden, Kreis Wetzlar
- ab 1949: Bundesrepublik Deutschland, Hessen, Regierungsbezirk Wiesbaden, Kreis Wetzlar
- ab 1968: Bundesrepublik Deutschland, Hessen, Regierungsbezirk Darmstadt, Kreis Wetzlar.
- ab 1977: Bundesrepublik Deutschland, Hessen, Regierungsbezirk Darmstadt, Lahn-Dill-Kreis, Stadt Solms
- ab 1981: Bundesrepublik Deutschland, Hessen, Regierungsbezirk Gießen, Lahn-Dill-Kreis, Stadt Solms

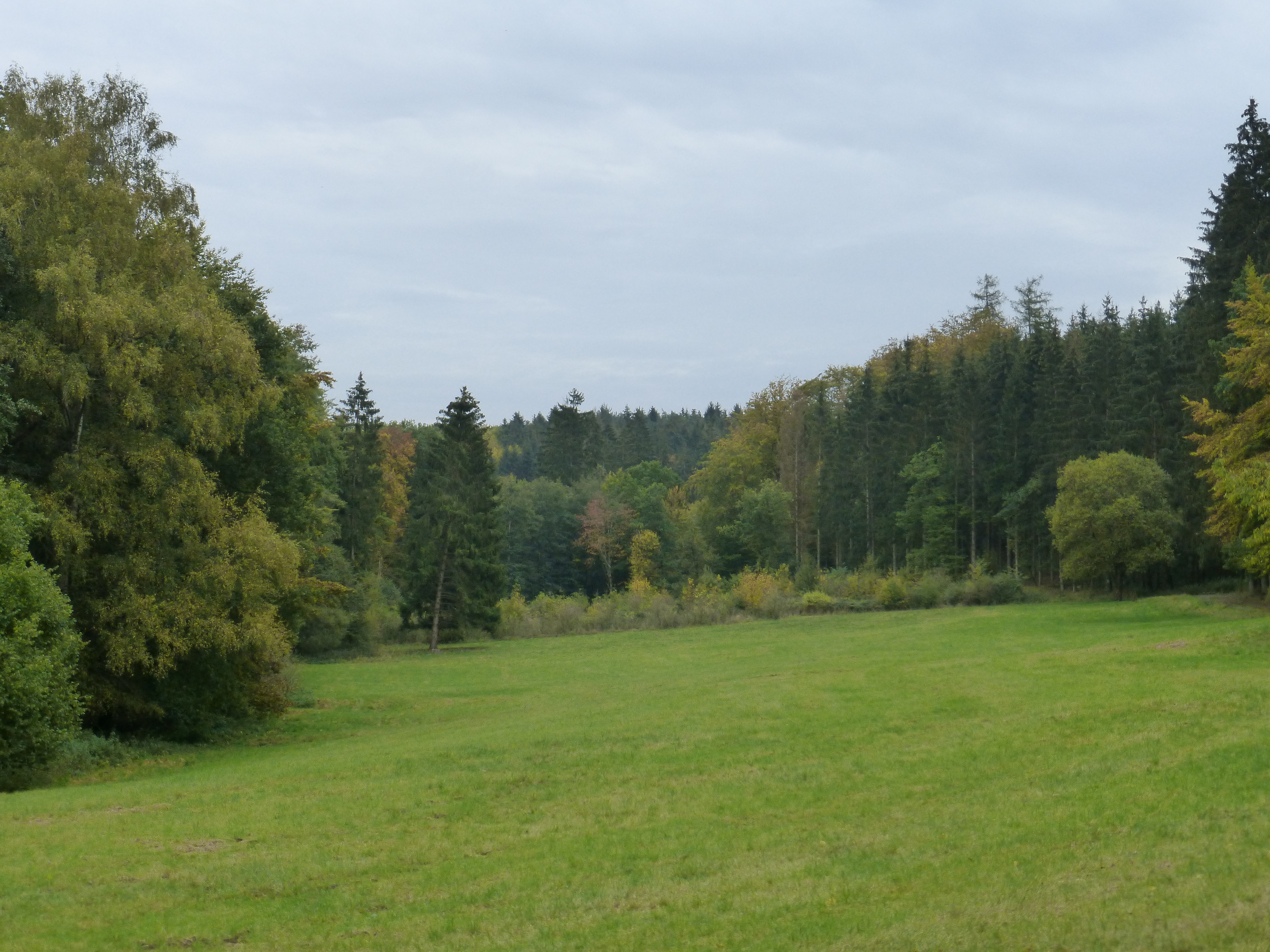
Im Dernbachtal

### Einwohnerentwicklung
| Oberbiel: Einwohnerzahlen von 1834 bis 2018 | Oberbiel: Einwohnerzahlen von 1834 bis 2018 | Oberbiel: Einwohnerzahlen von 1834 bis 2018 | Oberbiel: Einwohnerzahlen von 1834 bis 2018 | Oberbiel: Einwohnerzahlen von 1834 bis 2018 |
| --- | ------------------------------------------- | ------------------------------------------- | ------------------------------------------- | ------------------------------------------- |
| Jahr |                                             |                                             |                                             | Einwohner                                   |
| 1834 | 1834                                        |                                             | 582                                         | 582                                         |
| 1840 | 1840                                        |                                             | 633                                         | 633                                         |
| 1846 | 1846                                        |                                             | 653                                         | 653                                         |
| 1852 | 1852                                        |                                             | 687                                         | 687                                         |
| 1858 | 1858                                        |                                             | 715                                         | 715                                         |
| 1864 | 1864                                        |                                             | 766                                         | 766                                         |
| 1871 | 1871                                        |                                             | 760                                         | 760                                         |
| 1875 | 1875                                        |                                             | 731                                         | 731                                         |
| 1885 | 1885                                        |                                             | 804                                         | 804                                         |
| 1895 | 1895                                        |                                             | 897                                         | 897                                         |
| 1905 | 1905                                        |                                             | 1.024                                       | 1.024                                       |
| 1910 | 1910                                        |                                             | 1.081                                       | 1.081                                       |
| 1925 | 1925                                        |                                             | 1.178                                       | 1.178                                       |
| 1939 | 1939                                        |                                             | 1.260                                       | 1.260                                       |
| 1946 | 1946                                        |                                             | 1.691                                       | 1.691                                       |
| 1950 | 1950                                        |                                             | 1.656                                       | 1.656                                       |
| 1956 | 1956                                        |                                             | 1.874                                       | 1.874                                       |
| 1961 | 1961                                        |                                             | 2.209                                       | 2.209                                       |
| 1967 | 1967                                        |                                             | 2.559                                       | 2.559                                       |
| 1970 | 1970                                        |                                             | 2.616                                       | 2.616                                       |
| 1980 | 1980                                        |                                             | ?                                           | ?                                           |
| 1987 | 1987                                        |                                             | 2.525                                       | 2.525                                       |
| 2000 | 2000                                        |                                             | ?                                           | ?                                           |
| 2011 | 2011                                        |                                             | 2.619                                       | 2.619                                       |
| 2013 | 2013                                        |                                             | 2.694                                       | 2.694                                       |
| 2015 | 2015                                        |                                             | 2.348                                       | 2.348                                       |
| 2018 | 2018                                        |                                             | 2.842                                       | 2.842                                       |
| Datenquelle: Historisches Gemeindeverzeichnis für Hessen: Die Bevölkerung der Gemeinden 1834 bis 1967. Wiesbaden: Hessisches Statistisches Landesamt, 1968. Weitere Quellen: ; Zensus 2011; Stadt Solms:2013:, (2015, 2018 mit Nebenwohnsitzen) |                                             |                                             |                                             |                                             |

### Historische Religionszugehörigkeit
Quelle: Historisches Ortslexikon
| • 1934: | 460 evangelische, 14 katholische Einwohner                           |
| • 1961: | 1735 evangelische (= 78,54 %), 429 katholische (= 19,42 %) Einwohner |

## Kultur und Sehenswürdigkeiten

### Vereine
Der Verein mit den meisten Mitgliedern im Ort ist die Sportgemeinschaft SG 08 Oberbiel. Darüber hinaus gibt es einen Männergesangverein von 1875 (heute mit Gemischtem Chor), einen Schützenverein von 1883, den Verein Kloster Altenberg e. V., die Burschenschaft „Germania“ e. V. und zahlreiche gemeinnützige Vereine. Im Jahr 2016 erfolgte die Gründung des Heimat- und Kulturvereins Biela Marca e. V.

### Ortschronik
Eine umfangreiche, 216 Seiten umfassende Darstellung seiner Geschichte verdankt Oberbiel dem aus dem Ort stammenden Heimatforscher Friedrich Wieber (1890–1979). Der pensionierte Schulrektor veröffentlichte seine Heimatschrift, in die er neben historischer Forschung auch zahlreiche Aspekte aus eigenem Erleben mit einfließen lassen konnte, anlässlich der Einweihung des bis heute genutzten Schul- und Turnhallenkomplexes am 17. August 1957 (Siehe weiter unten unter „Literatur“).

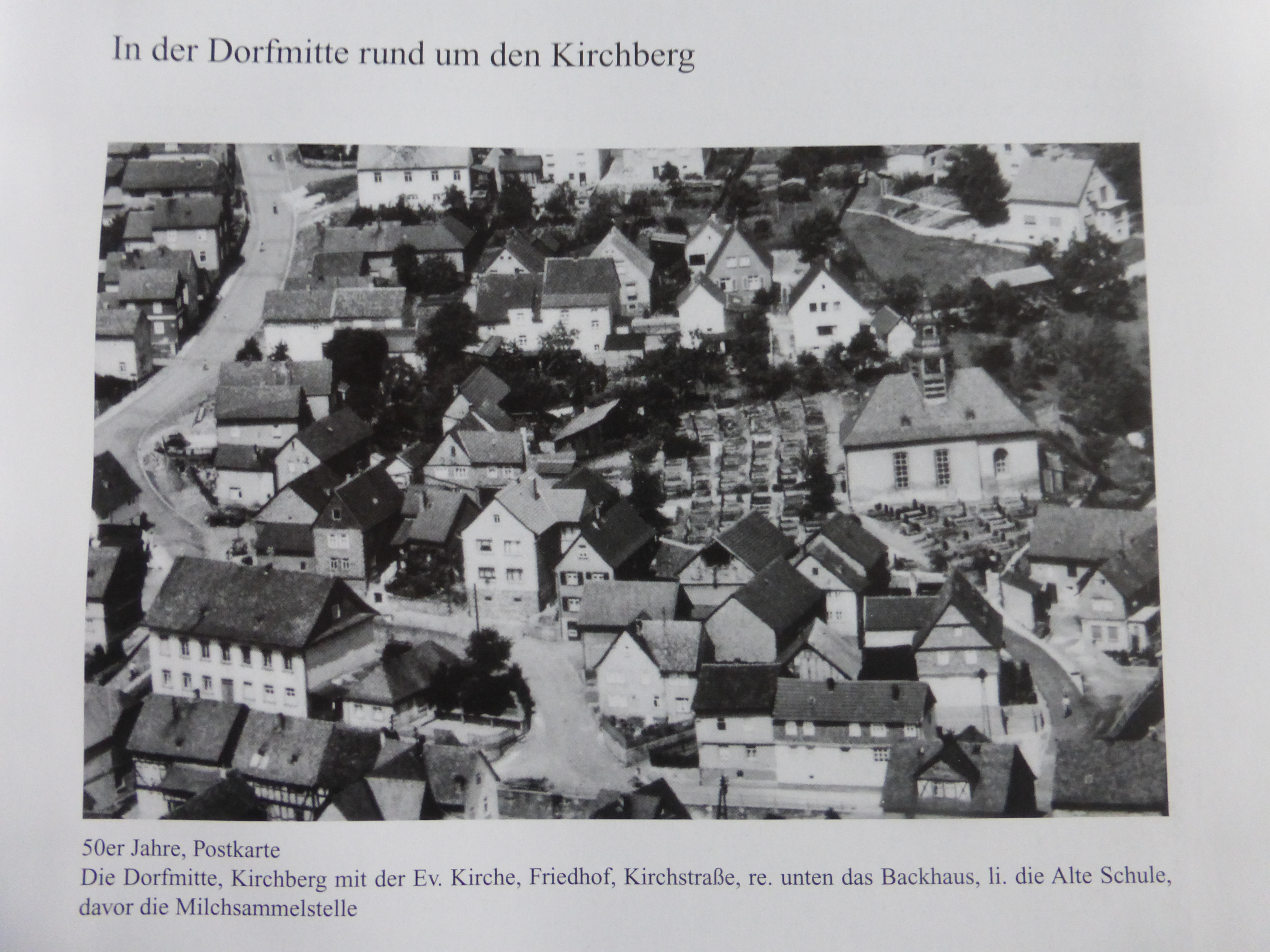
Ortsansicht 1950er Jahre

### Sammlung historischer Fotografien
Auf Initiative der Jahrgangsvereinigung 1938 Oberbiel entstand zwischen 2007 und 2010 unter Federführung von Dr. Hans Rink (1938–2010) ein Bildband mit dem Titel Das alte Oberbiel – Erinnerungen in Bildern. Das Projekt wurde von zahlreichen Einwohnerinnen und Einwohnern unterstützt und bietet auf rund 380 Seiten eine umfangreiche, für Oberbiel einmalige Sammlung historischer Fotografien nebst Erläuterungen und Hintergrundinformationen. Als Beispiel siehe nebenstehende Ansicht der Ortsmitte aus den 1950er Jahren mit dem damals noch existierenden alten Friedhof rund um die Kirche, dem später abgerissenen Backhaus (im Bild nur das Dachgeschoss) sowie im Vordergrund links dem Schulhaus von 1852, das zum Zeitpunkt der Aufnahme wohl noch für den Unterricht genutzt wurde (Zu den Schulgebäuden siehe den folgenden Abschnitt).

### Bauwerke
Kulturdenkmäler
Die Alte Schule Oberbiels besteht aus zwei Gebäuden in der Wetzlarer Straße: Dem 1852 erbauten Schulhaus (Hausnummer 24) und dem jüngeren, 1901 entstandenen Bau (Hausnummer 40), für den sich aufgrund seiner exponierten Lage, des größeren Schulgeländes sowie der oberhalb vorbeiführenden Schulgartenstraße die Bezeichnung „Alte Schule“ durchgesetzt hat. Folgerichtig trägt auch die in unmittelbarer Nähe gelegene Bushaltestelle diesen Namen. Das ältere Gebäude, in der Liste der Kulturdenkmäler in Solms als „Ehemalige Schule“ bezeichnet, bleibt vielen dagegen als Ärztehaus („Dokternhaus“) in Erinnerung, da es später über Jahrzehnte sowohl eine Arzt- als auch eine Zahnarztpraxis beherbergte. Die schulische Nutzung beider Häuser hatte mit Fertigstellung der heutigen Schule im Jahr 1957 ihr Ende gefunden. Mittlerweile befinden sie sich in Privatbesitz.

### Kloster Altenberg

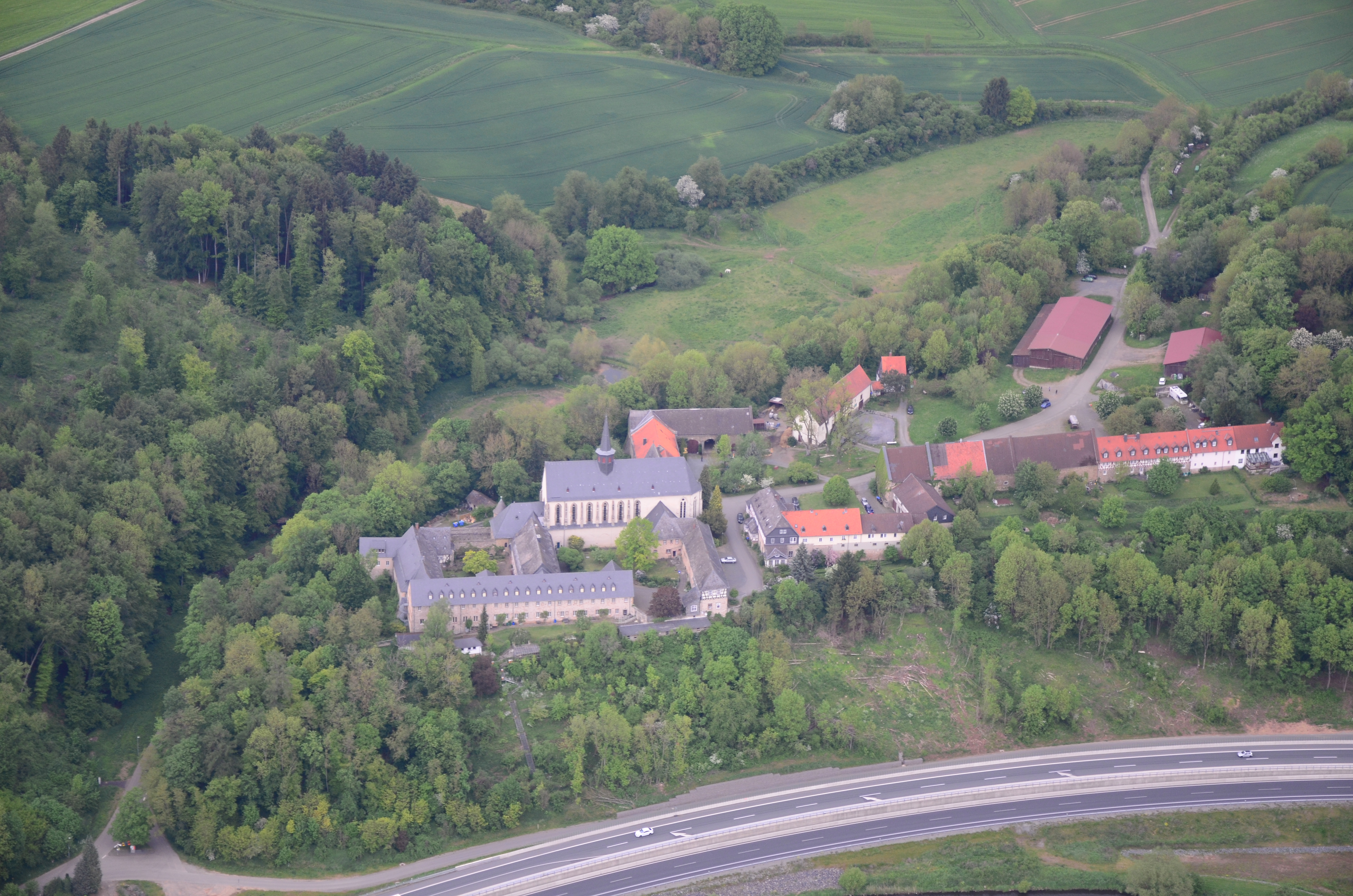
Kloster Altenberg

Etwas abseits gelegen, etwa auf halbem Weg nach Wetzlar, befindet sich das ehemalige Prämonstratenserinnen-Kloster Altenberg, heute Sitz des Königsberger Mutterhauses der Barmherzigkeit, Eigentum der Grafen von Oppersdorff-Solms-Braunfels und Aufführungsort von Konzerten.

### Grube Fortuna
Seit 1987 ist das 1983 stillgelegte Eisenerzbergwerk Grube Fortuna für Besucher geöffnet. Dem Besucherbergwerk im Waldgebiet, nördlich von Oberbiel, ist das Feld- und Grubenbahnmuseum Fortuna (FGF) angeschlossen. Dort befindet sich auch eine Gaststätte.

### Schlagkatz
Das ehemalige Tagebaugelände liegt an der Gemarkungsgrenze Oberbiel/Altenberg. Ab der 2. Hälfte des 19. Jahrhunderts wurde hier Brauneisenstein abgebaut. Der Grubenbetrieb endete 1921. In den 1960er Jahren begann man das brachliegende Gelände zu begrünen, es folgte die Umwandlung in ein Naherholungsgebiet. Um 1980 wurde auf dem im geschützten Kessel entstandenen Grillplatz eine Blockhütte für Veranstaltungen errichtet. An den bewaldeten Hängen ringsum erinnern verschiedene Felsformationen an die einstige bergbauliche Nutzung.

### Steinerne Bank
Die aus Basaltblöcken errichtete Raststelle befindet sich auf einer Hügelkuppe in der nordwestlichen Waldflur Zipfel/Zipfen („Zeppe“) und markiert einen der höchsten Punkte der Gemarkung Oberbiel (319 m ü. NHN; im Vgl. Ortsmitte/Ehemalige Schule: 149 m ü. NHN). Das kleine Areal („Steinkreis“, max. 7 × 4 m) diente möglicherweise ursprünglich als Jagdposten und präsentiert sich heute als abgeschiedenes Wanderziel. Die genaue Entstehungszeit ist nicht belegt, aber bereits in Friedrich Wiebers Heimatschrift von 1957 heißt es dazu: Auf der steinernen Bank im „Zipfel“ magst du darüber nachdenken, warum hier wirklich ein Zipfel entstehen konnte zwischen den Gemarkungen Leun, Ehringshausen […] und Altenberg, also auch eine „Dreiländerecke“ in deiner Heimat […].

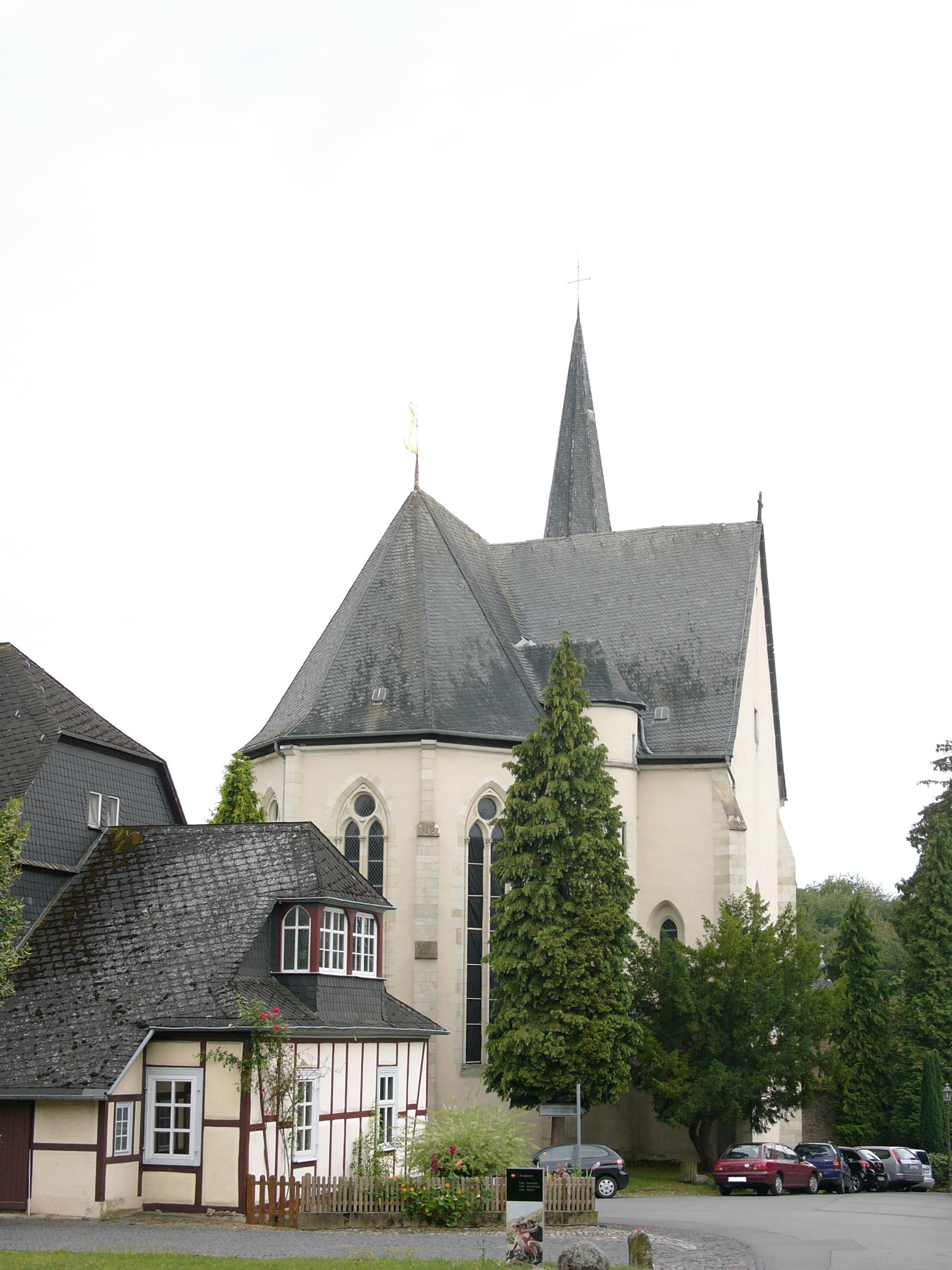
Kirche des Klosters Altenberg
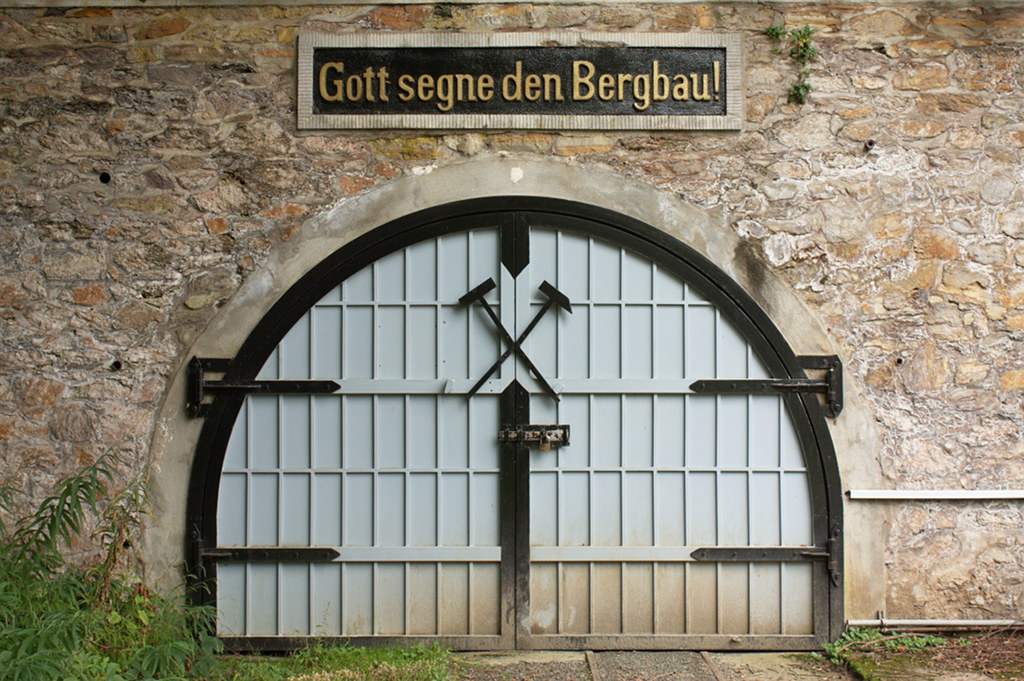
Mundloch (Stolleneingang) der Grube Fortuna
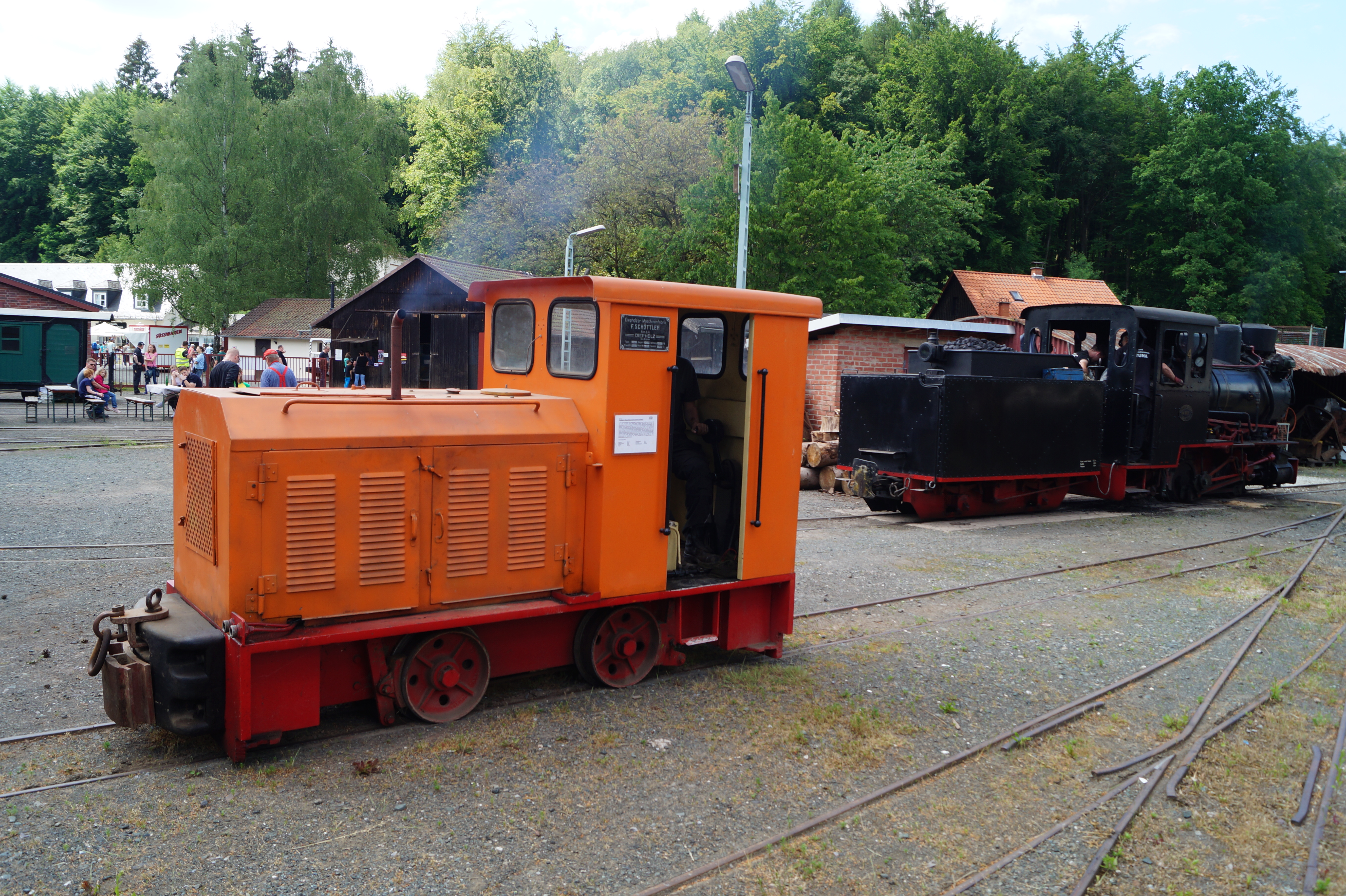
Feld- und Grubenbahnmuseum
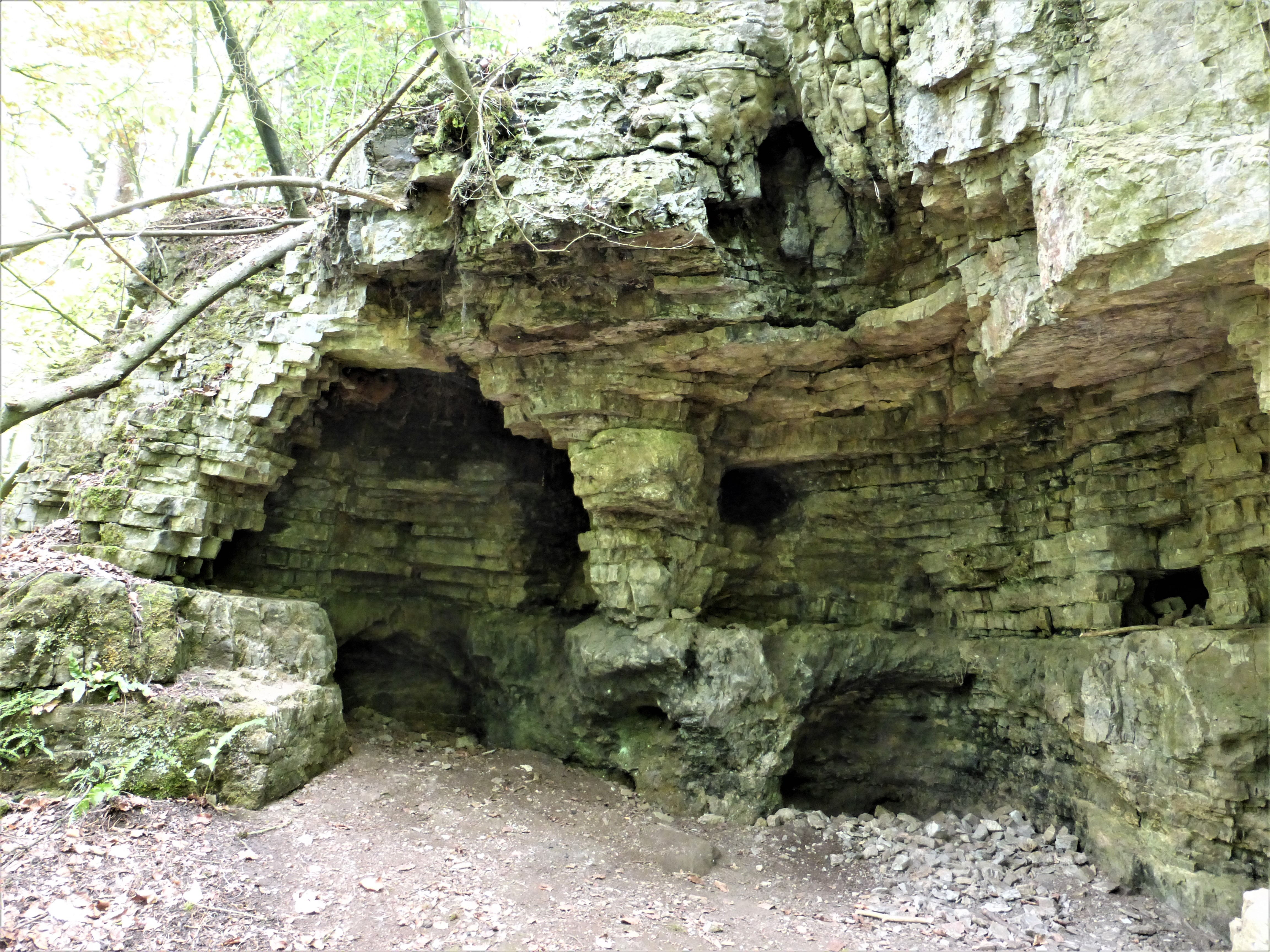
Felsengrotte „Bärenhöhle“ in der Schlagkatz
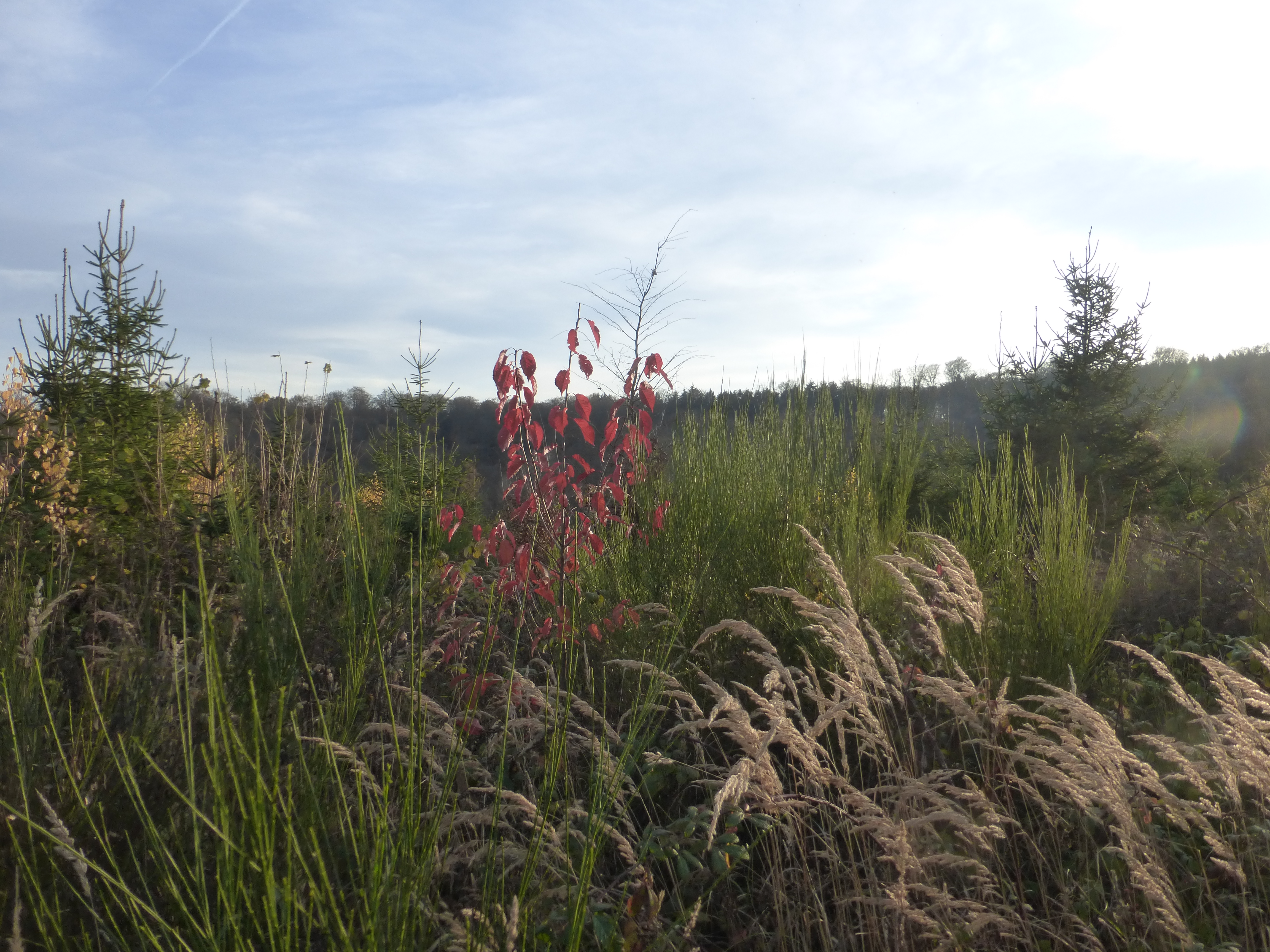
Waldlandschaft
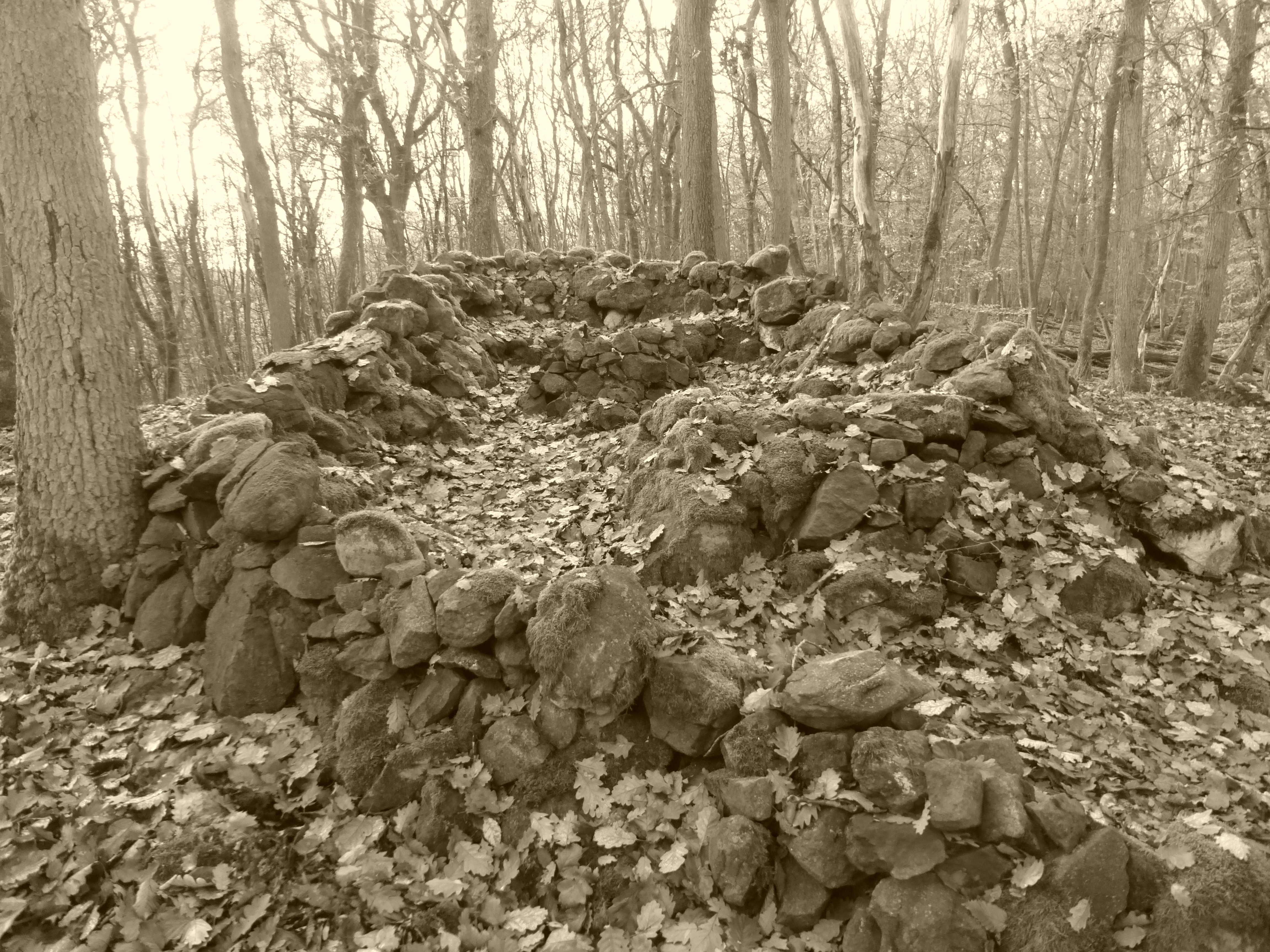
Steinerne Bank

## Persönlichkeiten
- Theodor (1800–1864) und Friederike Fliedner (1800–1842), Gründer der Kaiserswerther Diakonie, am 15. April 1828 vom damaligen Pfarrer Denhard in der Oberbieler Kirche getraut (Der Brautvater war Fürstlicher Rentmeister auf Altenberg.)[22]
- Karl Allmenröder (1828–1912), ev. Pfarrer in Oberbiel (1867–1910), Archivar und Heimatforscher, Mitgründer und erster Vorsitzender des Wetzlarer Geschichtsvereins
- Ingmar Süberkrüb (* 1976), Komponist und Musiker, in Oberbiel geboren und aufgewachsen

## Wirtschaft und Infrastruktur

### Verkehr
Oberbiel liegt direkt an der Bundesstraße 49 (E 44). Auch ist der Ort über die L 3020 (in Oberbiel als Wetzlarer Straße und als Altenberger Straße geführt) aus Richtung Wetzlar zu erreichen, welche durch Oberbiel weiter nach Leun führt. Außerdem führt eine nur mäßig befahrene Straße zum Besucherbergwerk Grube Fortuna und weiter nach Aßlar-Berghausen im Dilltal. Durch die Ortschaft führt zudem die Solmser Straße. Oberbiel wird durch die Überlandlinien 120/125 und 185 der Verkehrsgesellschaft Lahn-Dill-Weil mit drei Haltestellen angefahren. Der nächstgelegene Bahnhof ist im benachbarten Albshausen. Ein weiterer Haltepunkt existiert in Burgsolms. Beide liegen an der Lahntalbahn. Über größere Bahnhöfe verfügen Wetzlar und Gießen. Auch ist Oberbiel von Westen, Osten und Süden an das Radwegenetz angeschlossen. So liegt die Ortschaft direkt am Lahntal-Radweg und am Hessischen Radfernweg R7.

### Öffentliche Einrichtungen
Oberbiel verfügt über eine Grundschule und über eine Freiwillige Feuerwehr. Auch eine Kindertagesstätte mit dem Namen „Kindergarten Li-La-Launeburg“ befindet sich im Ort.
Die Mehrzahl der Bewohner gehört der evangelischen Konfession an (Evangelische Kirche im Rheinland), daher verfügt der Ort über eine evangelische Kirche im historischen Ortskern sowie zwei Gemeindehäuser (Schulgartenstraße und Kirchstraße).
In Oberbiel befand sich lange eine Außenstelle der Solmser Stadtverwaltung, zuletzt in der 1901 erbauten Alten Schule (Wetzlarer Straße 40), die später noch als Ortsgericht und Jugendtreff genutzt wurde und heute, nach umfassender Renovierung, ein privates Wohnhaus ist.

### Industrie und Handel

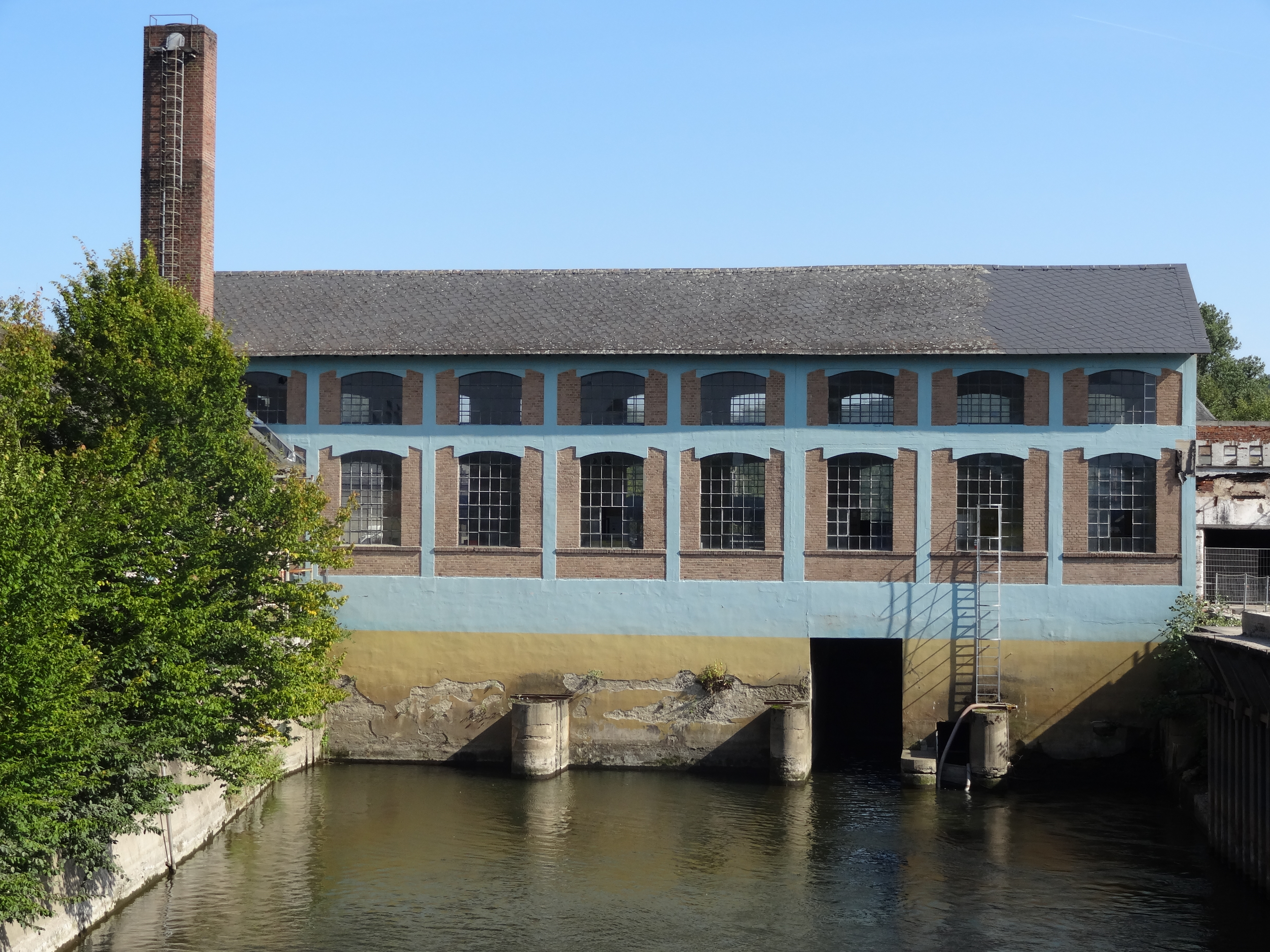
Altes Wasserkraftwerk auf der Lahninsel (Bj. 1923)

Oberbiel verfügt über ein Gewerbegebiet in direkter Nähe zur B 49, in dem u. a. die TransPak AG, die im Bereich Verpackungsmittel tätig ist, mit europaweit 290 Mitarbeitern ihren Hauptsitz hat. Auch das überregional bekannte Sport- und Modehaus Kaps ist dort ansässig.
Ein weiteres Gewerbegebiet, welches sich auf einer Flussinsel der Lahn befindet, entstand bereits im frühen 20. Jahrhundert und ist damit das älteste Oberbiels. Damals entstanden eine Drahtstiftefabrik und eine Drahtzieherei sowie eine Präzisions- und Kugellagerfabrik, deren Tradition bis heute fortbesteht.
Nachdem die meisten Geschäfte des Einzelhandels im Ort seit den 1980er-Jahren geschlossen worden waren, entstand zu Beginn des neuen Jahrtausends am westlichen Ortsausgang ein kleines Gewerbegebiet mit einem Lidl-Markt, einem KiK-Geschäft und einem Logo-Getränkemarkt. Dieses wurde ab 2013 unter Einbeziehung der Gemarkung Niederbiel deutlich erweitert und trägt inzwischen den Namen des untergegangenen Dorfes Mittelbiel. Neben weiteren Einkaufsmöglichkeiten im Lebensmittelbereich und Einrichtungen der medizinischen Versorgung finden sich dort unter anderem eine Total-Tank- und Raststation sowie ein Burger-King-Restaurant in unmittelbarer Nähe zur Anschlussstelle der Bundesstraße 49. Ein großes Logistikzentrum der TransPak AG wurde 2021 eröffnet.